# Aušra Augustinavičiūtė
Aušra Augustinavičiūtė (4 de abril de 1927-19 de agosto de 2005) fue una psicóloga lituana, autora de teorías científicas y de numerosos descubrimientos, y creadora de la sociónica.
Aušra Augustinavičiūtė nació cerca de la ciudad de Kaunas, en el centro de Lituania. En 1956 se graduó como financiera por la Universidad de Vilna. Augustinavičiūtė trabajó en el Ministerio de Finanzas de Lituania; después trabajó como profesora de Economía Política en diversas instituciones educativas en Vilna. Tenía una gran cantidad de seguidores en la antigua Unión Soviética. Sus trabajos científicos, con pocas excepciones, no fueron publicados durante el período soviético, sino alcanzaron popularidad durante los años 90. Augustinavičiūtė era intuitiva-lógica-extravertida según la clasificación de la sociónica, o ENTP según el tipo de clasificación del Indicador Myers-Briggs (MTBI).